# George Campbell
George Campbell (Aberdeen, 20 dicembre 1719 – Aberdeen, 6 aprile 1796) è stato un filosofo, teologo, ministro di culto e illuminista britannico.
Il suo maggiore campo di interesse fu la retorica. Egli era infatti convinto che essa avrebbe giovato agli aspiranti predicatori.